# Безіменний (притока Ілича)
Безіме́нний (рос. Безымянный) — річка в Республіці Комі, Росія, права притока річки Ілич, правої притоки річки Печора. Протікає територією Троїцько-Печорського району.
Річка протікає на північ, північний схід, південний схід, північ, схід та південний схід. Впадає до Ілича навпроти болота Ілич-Нюр.